# Genom varje andetag (album)
Genom varje andetag från 2003 är första studioalbumet av Helen Sjöholm och Anders Widmark.

## Låtlista
Text och musik av Anders Widmark om inget annat anges.
1. Sylvesters resa – 4:23
2. Jag älskar dig (Anders Widmark/Hans Widmark) – 3:47
3. Jag har bara ögonblick – 3:15
4. Sakta stiger solen – 3:29
5. Genom varje andetag (Anders Widmark/Lasse Sahlin) – 4:48
6. Det finns något mer – 3:17
7. Mozart och dammsugaren – 2:57
8. Morgondans – 3:30
9. Fastän du sover – 2:33
10. Kärlekssång (Anders Widmark/Viveka Risberg/Hans Widmark) – 4:37
11. Luffarsång – 4:46
12. Säg mig för vems skull – 3:49

## Medverkande
- Helen Sjöholm – sång
- Anders Widmark – piano
- Mattias Welin – bas
- Jonas Holgersson – trummor (spår 2, 6, 8, 10,12)
- Micke Nilsson – trummor, slagverk (spår 1, 4, 6)
- Johan Norberg – gitarr (spår 4, 6)
- Josef Cabrales-Alin, Andreas Andersson, Bartosz Cajler, Mira Malik, Kerstin Nedler, Tomas Olofsson, Kerstin Svensson, Anna Sjönnemo, Minna Alén – violin
- Torbjörn Helander, Susanne Magnusson, Anna Raihle – viola
- Daniel Holts, Gudmund Ingwall – cello
- Backa Hans Eriksson – bas
- Hans Ek – dirigent, stråkarrangemang

## Listplaceringar
| Lista (2003–04) | Topplacering |
| --------------- | ------------ |
| Sverige         | 11           |